# Julio Luis Martínez Martínez
Julio Luis Martínez Martínez SJ (* 1964 in Vigo, Spanien) ist ein spanischer Jesuit und Moraltheologe.

## Leben
Julio Luis Martínez studierte am Colegio Apóstol Santiago und trat 1982 in die Ordensgemeinschaft der Jesuiten in Valladolid ein. Er studierte Philosophie an der Universidad Pontificia Comillas (1989). José Cerviño Cerviño, Bischof von Vigo, spendete ihm 1995 die Priesterweihe; er studierte anschließend theologische Ethik von der Weston Jesuit School of Theology in Cambridge, USA (1996). An der UP Comillas in Madrid wurde er 2000 mit einer theologischen Arbeit promoviert. Nach seinem Tertiat in Salamanca (2000/01) legte er 2004 in Madrid Profess ab.
Er ist Professor für Moraltheologie an der Theologischen Fakultät der Päpstlichen Universität Comillas und Professor für Soziale und Politische Philosophie an der Fakultät für Geistes- und Sozialwissenschaften an der gleichen Universität. Von 2002 bis 2004 war Martínez Direktor der Abteilung für Bioethik und von 2004 bis 2007 Direktor des Universitätsinstituts für Migrationsforschung. 2007 bis 2009 war er Direktor der Colección Teología Comillas. 2008/09 war er Direktor der Abteilung für Moraltheologie und Praxis des christlichen Lebens. Er ist seit 2009 Vizepräsident für Forschung, Entwicklung und Innovation.
Seit 2002 hat er eine ständige Gastprofessur an der argentinischen Universidad del Salvador (USAL) in San Miguel/Buenos Aires inne.
Seit 2012 ist er Rektor der Päpstlichen Universität Comillas.
Lehr und Forschungsschwerpunkte von Martínez sind die Bioethik und deren Auseinandersetzung mit Religion, Politik und Migrationsthemen. Zahlreiche Fachartikel veröffentlichte er zu Themen des Liberalismus und Katholizismus, Nachdenken über gesellschaftliche moralische Fragen und Themen wie Staatsbürgerschaft und Integration von multikulturellen Gesellschaften und multireligiösen, aus der Perspektive der theologischen und philosophischen Ethik.
2013 wurde sein Werk Ciudadania, migraciones y religion. Un dialogo etico desde la fe cristiana von der Päpstlichen Stiftung Centesimus Annus Pro Pontifice ausgezeichnet.
Er spricht Deutsch, Französisch, Englisch, Latein und Portugiesisch.

## Schriften
- Las relaciones entre catolicismo y liberalismo en la obra de JC Murray, 2002
- Repensar la dignidad humana, 2005
- Religión e integración de los inmigrantes, 2006
- Ciudadanía, migraciones y religión, 2007
- Libertad religiosa y dignidad humana, 2009
- Moral social y espiritualidad: una conspiración necesaria, 2011